# Ribamar Fiquene
Ribamar Fiquene este un oraș în unitatea federativă Maranhão (MA), Brazilia.